# Китайски квартал (филм)
Вижте пояснителната страница за други значения на Китайски квартал.
Вижте също Китайски квартал (Сан Франциско) за квартала в град Сан Франциско, щата Калифорния, САЩ.
„Китайски квартал“ (на английски: Chinatown), известен още като „Чайнатаун“ е американски филм от 1974 година на режисьора Роман Полански. Филмът е по сценария на Робърт Таун. С участието на Джак Никълсън, Фей Дънауей и Джон Хюстън в главните роли, режисьорът Роман Полански също се появява във филма, играейки малка роля. Музиката към филма е на Джери Голдсмит. Съдържа много елементи от жанра филм ноар, или черен филм, които превръщат филма в многопластов разказ, отчасти мистерия и отчасти психологическа драма. Филмът печели признанието на публиката и критиката, както и престижни награди, сред които Оскар за оригинален сценарий. Джак Никълсън режисира и участва в продължението на филма „Двамата Джейк“ (1990). Сценарият е отново на Робърт Таун. Сюжетът се основава отчасти на действителни събития.

## Сюжет
Внимание:  Текстът по-долу разкрива сюжета на произведението (или части от него)!
Лосанджелиският детектив Джейк Гитис е нает от жена, представяща се за г-жа Мълрей, да шпионира нейния съпруг. Гитис снима г-н Мълрей с друга жена и когато снимките се появяват по вестниците, друга жена идва при детектива и се оказва, че тя е истинската г-жа Мълрей. Тя настоява Гитис да приключи случая или ще го съди. Той обаче продължава разследването и бавно разкрива тайните далавери около управлението на водата, корупцията на градско и щатско ниво, използването на земята и недвижимите имоти, както и поне едно убийство. Случаят се усложнява още повече предвид заплетените емоционални връзки между главните герои.

## В ролите
| Актьор         | Роля                    |
| -------------- | ----------------------- |
| Джак Никълсън  | Джейк Гитис             |
| Фей Дънауей    | Евелин Мълрей           |
| Джон Хюстън    | Ноа Крос                |
| Пери Лопес     | Лу Ескобар              |
| Джон Хилерман  | Ръс Йелбъртън           |
| Дарел Зуерлинг | Холис Мълрей            |
| Даян Лад       | Ида Сешънс              |
| Рой Дженсън    | Клод Мълвихил           |
| Роман Полански | човек с нож             |
| Дик Бакалян    | детектив Лоуч           |
| Джеймс Хонг    | Кан, Икономът на Евелин |
| Бърт Йънг      | Кърли                   |

## Реплики от филма
Първата среща на Джейк и истинската г-жа Мълрей:
Джейк: „Няма нужда да ме заплашвате.“
Г-жа Мълрей: „Не заплашвам никого, г-н Гитис. Това го прави адвокатът ми.“
Ръс Йелбъртън коментира превързания нос на Джейк:
Йелбъртън: „Трябва повече да внимавате. Сигурно много боли.“
Джейк: „Само когато дишам.“
Разговор в ресторанта между г-жа Мълрей и Джейк:
Г-жа Мълрей: „Вижте, Холис ви мисли за честен човек.“
Джейк: „Обвинявали са ме в много работи, но никога в подобно нещо.“
Откъс от телефонен разговор между Айда Сешънс и Джейк:
Джейк: „Здравейте, г-це Сешънс. Не мисля, че съм имал удоволствието…“
Айда Сешънс: „Напротив. Сам ли сте?“
Джейк: „Та кой ли не е сам?“
Последни реплики:
Джейк: „Колкото се може по-малко.“
Уолш: „Джейк, забрави за това. Тук е китайският квартал!“

## Награди

### Оскар
Робърт Таун получава Оскар за оригинален сценарий. Освен това филмът е номиниран за Оскар в следните категории: филм; главна мъжка роля; главна женска роля; операторско майсторство; костюми; режисура; монтаж; музика; звук и сценография.

### БАФТА
Джак Никълсън, Роман Полански и Робърт Таун печелят награди от Британската академия за филмово и телевизионно изкуство (БАФТА) за главна мъжка роля, режисура и сценарий съответно. Освен това филмът получава 8 номинации: за филмова музика, главна женска роля, сценография, операторско майсторство, сценография, костюми, филм, монтаж и поддържаща мъжка роля (Джон Хюстън.

### Златен глобус
„Китайски квартал“ печели Златен глобус в следните категории: режисура, филм, актьор в драматичен филм, сценарий. Джери Голдсмит, Фей Дънауей и Джон Хюстън са номинирани съответно в категориите филмова музика, главна женска роля и поддържаща мъжка роля.
Филмът е поставен от Американския филмов институт в някои категории както следва:
- АФИ 100 години... 100 филма – #19
- АФИ 100 години... 100 трилъра – #16
- 100 години Американски филмов институт... 100 герои и злодеи – #16 Злодей - Ноа Крос (Джон Хюстън)
- АФИ 10-те топ 10 – #2 Мистерия

- През 1991 година, филмът е сред произведенията, избрани като културно наследство за опазване в Националния филмов регистър към Библиотеката на Конгреса на САЩ. [3][4]

## Зад кулисите
- Героят на Джак Никълсън се казва Джейк Гитис, по името на продуцента Хари Гитис, който е приятел на Никълсън.
- Оригиналният сценарий е дълъг 300 страници.
- „Китайски квартал“ е последният филм, който Полански режисира в САЩ.
- Робърт Таун първоначално бил предвидил филмът да завършва с хепиенд. Полански обаче искал трагичен завършек и двамата спорили за това. Полански печели спора и когато филмът е преиздаден през 1999, Таун признава, че е сгрешил.
- Отначало трябвало Филип Ламбро да пише музиката към филма, но продуцентът Робърт Евънс не я харесва и наема Джери Голдсмит, който за 10 дена пише и записва новата филмова музика.
- Продуцентът Робърт Евънс искал Джейн Фонда да играе ролята на Евелин Мълрей, но Роман Полански настоявал за Фей Дънауей.